# Monastère des Saints-Boris-et-Gleb de Torjok
Le monastère des-Saints-Boris-et-Gleb (en russe : Борисоглебский монастырь) est un monastère orthodoxe russe situé à Torjok, au bord de la rivière Tvertsa, dans l'oblast de Tver en Russie.

## Histoire
Le monastère fut fondé en 1038 par le boyard Éphrem, ancien chevalier du prince Vladimir Ier Soleil Clair. Il voulait ainsi réparer le crime de Sviatopolk Ier le Maudit qui fit assassiner Boris et Gleb et se retirer du monde. Ce monastère est considéré comme étant le troisième monastère fondé en Russie. 
On construisit une église en pierre en l'honneur des saints Boris et Gleb. Au temps d'Ivan le Terrible on y ajouta des chapelles absidiales pour les cérémonies liturgiques mineures. Le monastère souffrit de l'invasion des Polonais en 1607. Ils brûlèrent des édifices en bois, aussi reconstruisit-on une autre église en pierre. En 1717, on construisit l'église de l'Entrée-du-Sauveur-à-Jérusalem, restaurée dans les années 1980. Néanmoins, le monastère subit un incendie ravageur en 1747.

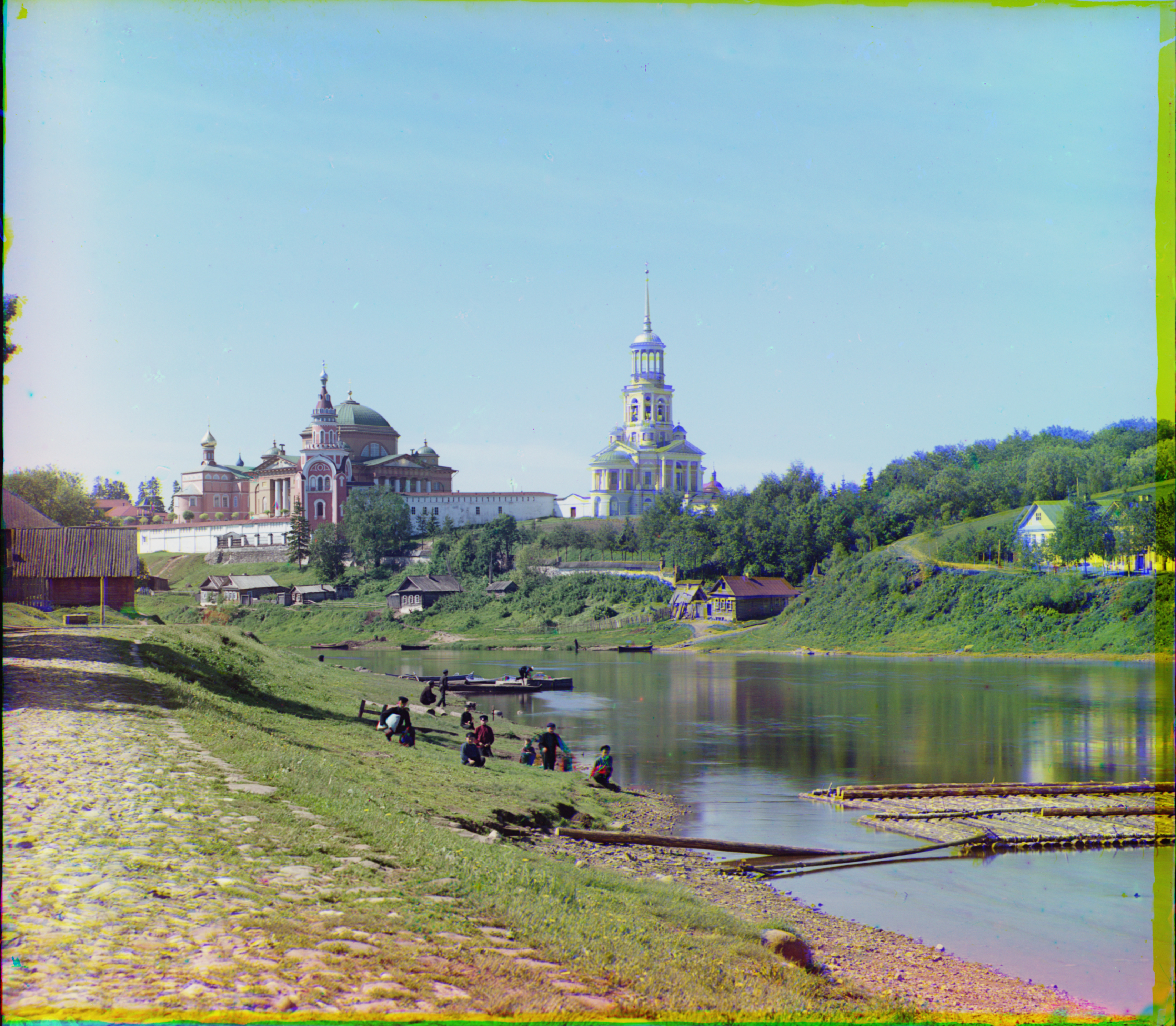
Photo du monastère de Torjok par Sergueï Prokoudine-Gorski 1910

À partir de la seconde moitié du XVIIIe siècle, le monastère connaît une seconde vie. Le prince Lvov reconstruit l'église des Saints-Boris-et-Gleb, en 1785-1796 dans un style néo-classique et en 1804 une autre église avec un campanile, avec la collaboration de l'architecte Yakov Aninine. Une charmante tour sur les remparts, à la forme inhabituelle, a été restaurée dans les années 1970-1980.
Les moines furent expulsés à la révolution et le monastère fut transformé en prison en 1925 jusqu'en 1975, puis en centre de désintoxication des alcooliques.
Depuis la liste du 30 août 1960, le monument est classé comme objet patrimonial culturel d'importance fédérale.
En 1993, une partie du monastère fut rendue à l'Église orthodoxe de Russie avec l'arrivée de nouveaux moines, tandis que l'autre était transformée en musée.